# Дріма Вокер
Дріма Еліз Вокер (англ. Dreama Elyse Walker; нар. 20 червня 1986, Тампа, Флорида) — американська акторка. Відома роллю другого плану в серіалі «Пліткарка» (у 2008—2009), головною роллю у фільмі «Експеримент „Покора“» (2012), а також головними ролями у двох телесеріалах, комедії «Не вір с*** з помешкання 23» (2012—2013) та юридичній драмі «Сумнів» (2017).

## Кар'єра

### Кіно
У 2008 році Вокер знялася у фільмі «Де б ти не був» (або «Лінія життя»). Того ж року вона зіграла Ешлі Ковальські, онуку героя Клінта Іствуда, у фільмі «Ґран Торіно». Пізніше вона знялася у фільмі «Експеримент „Покора“» 2012 року.
Вокер зіграла акторку і співачку Конні Стівенс, у фільмі Квентіна Тарантіно «Одного разу в… Голлівуді» (2019).
У 2020 році вийшов короткометражний фільм Бріджет Молоні «Blocks», в якому Вокер виконала роль Беккі, у 2021 — мелодраматична драмедія «Подорож до раю», яка здобула призи кінофестивалів у Форт-Маєрс та Beyond The Curve.

### Телебачення
З 2008 по 2009 рік Вокер з'явилася в перших двох сезонах «Пліткарки» в ролі Гейзел Вільямс, однієї з посіпа́чок Блер Волдорф. У 2010 році Вокер зіграла Гарпер Грейс у двосерійному мінісеріалі «Сім смертних гріхів» на каналі Lifetime.
З 2012 по 2013 рік вона грала роль Джун у ситкомі «Не вір с*** з помешкання 23». За цю роль Дріма Вокер була номінована на премію Teen Choice Award як «Female Breakout Star».
Вокер зіграла гостьову роль в епізоді ситкому «Новенька» 2013 року — роль Моллі, ворога головної героїні Джесс. Також вона зіграла роль Бекки у восьми епізодах перших п'яти сезонів драматичного серіалу «Гарна дружина».
5 травня 2014 року було оголошено, що Вокер зніметься в комедійно-драматичному серіалі Amazon Studios «Cocked». Пілотний епізод вийшов 15 січня 2015 року, але серіал так і був запущеним.
У 2015—2019 роках Вокер знімалася в епізодах таких телешоу, як «Американський тато!», «Адам руйнує все», «Кмітливець», «Американська історія жаху: 1984» та інших.

## Особисте життя
Вокер проживає в Лос-Анджелесі, Каліфорнія. Її мати Еліз Трамонтано Вокер мала італійське походження. 1 серпня 2015 року Вокер одружилася з Крістофером Макменом на гавайському острові Кауаї. Вони мають двох спільних дочок.

## Фільмографія
| Рік       |    | Українська назва                    | Оригінальна назва                     | Роль                           |
| --------- | -- | ----------------------------------- | ------------------------------------- | ------------------------------ |
| 2006      | с  | Закон і порядок                     | Law & Order                           | Ніколь Карлотті                |
| 2007      | ф  |                                     | Goodbye Baby                          | Келсі                          |
| 2007      | с  | Дороговказне світло                 | Guiding Light                         | Джені Вокер                    |
| 2008      | ф  | Секс і Місто                        | Sex and the City                      | Офіціантка Верхнього Іст-Сайду |
| 2008      | ф  |                                     | Wherever You Are                      | Меган Бернштейн                |
| 2008—2009 | с  | Пліткарка                           | Gossip Girl                           | Гейзел Вільямс                 |
| 2008      | с  | Одне життя, щоб жити                | One Life to Live                      | Карен                          |
| 2008      | с  | Закон і порядок: Злочинні наміри    | Law & Order: Criminal Intent          | Бренда Лаллі                   |
| 2009      | ф  | Винахід брехні                      | The Invention of Lying                | портьє                         |
| 2009      | с  | Не краса по-американськи            | Ugly Betty                            | Хлоя                           |
| 2009      | с  | Дорогий доктор                      | Royal Pains                           | Мелоді Еверетт                 |
| 2009—2013 | с  | Гарна дружина                       | The Good Wife                         | Бекка                          |
| 2010      | с  | Милосердя                           | Mercy                                 | Робін Ноланд                   |
| 2010      | с  | Сім смертних гріхів                 | Seven Deadly Sins                     | Гарпер Грейс                   |
| 2011      | ф  | Таблетка                            | The Pill                              | Роуз                           |
| 2012      | ф  | Експеримент «Покора»                | Compliance                            | Беккі                          |
| 2012      | кф |                                     | Father/Son                            | Елізабет                       |
| 2012      | ф  | Кухня                               | The Kitchen                           | Пенні                          |
| 2012      | ф  | Шукачі                              | The Discoverers                       | Ебігейл Маршалл                |
| 2012      | ф  | Вампіризація                        | Vamperifica                           | Трейсі                         |
| 2012—2013 | с  | Не вір с*** з помешкання 23         | Don't Trust the B---- in Apartment 23 | Джун Кольберн                  |
| 2013      | ф  | Світло-зелений                      | Chlorine                              | Сьюзі                          |
| 2013      | мс | Робоцип                             | Robot Chicken                         | Джулс Лауден                   |
| 2013      | с  | Новенька                            | New Girl                              | Моллі                          |
| 2013      | мс | Робоцип                             | Robot Chicken                         | Джулс Лауден                   |
| 2014      | тф | Грім Сліпер                         | The Grim Sleeper                      | Крістін Пелісек                |
| 2015      | ф  |                                     | Don't Worry Baby                      | Сара-Бет                       |
| 2015      | ф  |                                     | Paperback                             | Емілі                          |
| 2015      | тф | Піднесений                          | Cocked                                | Таббі                          |
| 2015      | с  | Закон і порядок: Спеціальний корпус | Law & Order: Special Victims Unit     | детектив Різ Теймор            |
| 2015      | с  | Від «А» до «Я»                      | A to Z                                | Меделін                        |
| 2017      | с  | Сумнів                              | Doubt                                 | Тіффані Аллан                  |
| 2017—2018 | мс | Американський тато!                 | American Dad!                         | Мел, студент                   |
| 2017      | с  | Адам руйнує все                     | Adam Ruins Everything                 | Джулія                         |
| 2018      | с  | Брокмайр                            | Brockmire                             | Вітні                          |
| 2018      | с  | Кмітливець                          | Man with a Plan                       | Гізер                          |
| 2019      | ф  | Одного разу в Голлівуді             | Once Upon A Time In Hollywood         | Конні Стівенс                  |
| 2019      | с  | Американська історія жаху: 1984     | American Horror Story: 1984           | Ріта                           |
| 2021      | ф  | Через басейн у Парадайз             | Pooling to Paradise                   | Кара                           |